# A King in New York
A King in New York is een Britse filmkomedie uit 1957 onder regie van Charlie Chaplin.

## Verhaal
Wanneer de communistische revolutie uitbreekt in zijn geboorteland, vlucht de berooide koning Shahdov naar de Verenigde Staten. In New York moet hij uit geldnood acteren in tv-spotjes. Als hij toevallig een kind ontmoet met communistische ouders, wordt hij er zelf van verdacht een communist te zijn.

## Rolverdeling
| Acteur          | Personage         |
| --------------- | ----------------- |
| Charlie Chaplin | Koning Shahdov    |
| Maxine Audley   | Koningin Irene    |
| Jerry Desmonde  | Premier Voudel    |
| Oliver Johnston | Ambassadeur Jaume |
| Dawn Addams     | Anne Kay          |
| Sidney James    | Johnson           |
| Joan Ingram     | Mona Cromwell     |
| Michael Chaplin | Rupert Macabee    |
| Phil Brown      | Schoolhoofd       |
| Harry Green     | Advocaat          |
| Robert Arden    | Liftbediende      |
| Alan Gifford    | Inspecteur        |
| Robert Cawdron  | Agent             |